# 페르난두 프란시스쿠 헤지스
페르난두 프란시스쿠 헤지스 모타 (Fernando Francisco Reges Mouta, 1987년 7월 25일 알투 파하이수 ~)는 줄여서 페르난두 (Fernando)로 불리는 브라질의 축구 선수이며, 캄페오나투 브라질레이루 세리이 B의 빌라 노바 소속의 수비형 미드필더이다.

## 클럽 경력
2007년 6월, 페르난두는 브라질 3부리그의 빌라 노바 FC에서 FC 포르투로 이적하였다. 계약 기간은 5년이다. 하지만, 그의 원년을 CF 이스트렐라 다 아마도라로 임대되어 주전으로 출전하며 생활하였다.
2008-09 시즌, 그는 포르투로 돌아왔고, 페르난두는 하울 메이렐르스와 루초 곤살레스와 더불어 중요한 미드필더로 자리잡았고, 북포르투갈 클럽은 리그 4연패를 하였다.

## 국가대표 경력
페르난두는 브라질 U-20 대표팀에 2007년 CONMEBOL 청소년 축구 선수권 대회를 위해 차출되어, 대표팀의 우승에 공헌하였지만, 본선인 2007년 FIFA U-20 월드컵에는 한 경기도 출장하지 못하였다.